# Элипанд (архиепископ Толедо)
Элипа́нд (лат. Elipandus; 717—808) — архиепископ Толедо (783—808). Один из основоположников адопцианской ереси, известной как испанский адопционизм.

## Биография
Около 783 года Элипанд, будучи уже в пожилом возрасте, сменил на архиепископской кафедре Толедо Киксилу. Став архиепископом, он сделал попытку видоизменить ортодоксальное учение, проведя разграничение между природным и приёмным сыновством Христа, приписав первое его божественной, а второе — его человеческой природе. Для подтверждения своих тезисов Элипанд использовал отдельные места из Священного Писания, по-своему их интерпретируя. Тем самым он старался отстоять идею о полноте человечности Христа, не отрицая его божественности. Некоторые историки предполагают, что эта теория была попыткой христианской церкви бывшего государства вестготов сблизиться с точкой зрения ислама на природу пророка Исы, полностью отрицавшего его божественность. Это должно было способствовать сглаживанию различий в религиозных представлениях испанских христиан и мусульман, а также, в какой-то мере, способствовать обращению в христианство арабских завоевателей. Возможно, Элипанд читал труды несторианских богословов. В любом случае, он пришёл к выводам, сходным с теми, что сделали в своё время несториане.
Решив не полагаться полностью только на свои собственные выводы, он обратился за советом к Феликсу, епископу Урхеля, человеку более образованному и уважаемому. Феликс поддержал Элипанда и составил более внятное богословское обоснование его догматической теории. Однако догматические идеи Элипанда и Феликса не получили одобрения части испанских иерархов, обвинивших их в отходе от традиционного Символа веры.
Поддерживаемый Феликсом, Элипанд проповедовал своё учение с большой энергией, хотя ему было уже около восьмидесяти лет. Пользуясь своим высоким положением, он делал весьма агрессивные нападки на своих ортодоксальных оппонентов. Епископ Осмы Этерий (Эферий) Бемский и аббат Беат Лиебанский яростно отстаивали старую и критиковали новую христологию. Элипанд обвинил их в аморальном поведении и в смешении природ Христа, как вина и воды, и предал их анафеме. Сохранилось послание Элипанда в котором он называет Беата Лиебанского «слугой антихриста».
Папа Адриан I, будучи уже оповещён об этих спорах, в 785 году написал послание ко всем ортодоксальным епископам Испании, предостерегая их против нового учения, как еретического. Однако это послание не имело большой силы, поскольку авторитет папы имел в этом споре второстепенную роль. К тому же большая часть территории Испании в то время находилась под властью Кордовского эмирата, правителей которого не волновали богословские споры их христианских подданных.
Вскоре адопцианская ересь, при содействии Феликса Урхельского, распространилась в Северной Каталонии и Септимании, входивших в состав Франкского королевства, и вызвала там сильные волнения клира. Карл Великий, не желая отпадения этих территорий, созвал в июле 792 года общий собор иерархов своего королевства в Регенсбурге, главным вопросом которого было рассмотрение дела Феликса Урхельского к этому времени получившей название по его имени «фелицианской ереси» (лат. eresia feliciana). Против адопцианства на соборе выступил ряд видных церковных деятелей и теологов, таких как Алкуин и Бенедикт Анианский. Принимавший участие в соборе Феликс был вынужден в присутствии короля Карла Великого публично и торжественно отречься от своих взглядов и отказаться от поддержки архиепископа Элипанда Толедского. Однако после возвращения в Урхель Феликс разослал послание испанским епископам, в котором заявил, что все ранее данные им клятвы об отказе от адопцианства недействительные, так как были даны им по принуждению. Затем, опасаясь за свою свободу, он бежал на территорию, контролируемую мусульманами.
В 793 году состоялся собор испанских епископов, на котором Феликс был оправдан от обвинений в ереси. После собора архиепископ Элипанд направил послание Карлу Великому, в котором воззвал короля к справедливости и просил вновь вернуть Феликсу Урхельскую кафедру. Вскоре по инициативе короля 1 июля 794 года во Франкфурте был созван новый всеобщий собор. Среди рассмотренных на нём вопросов было и дело Феликса Урхельского, который лично прибыл во Франкфурт. Главным его обвинителем выступил Алкуин, который ещё во время подготовки к собору написал трактат против Феликса. Победу на соборе одержали возглавляемые Алкуином противники Феликса, который вновь должен был отречься от адопцианства и подтвердить ортодоксальный Символ веры.
В ответ на это Элипанд в своих посланиях называл Алкуина «сыном Люцифера» и упрекал его в том, что у того двадцать тысяч рабов (возможно, принадлежавших монастырю Сен-Мартен-де-Тур) и в том, что он гордится своими богатствами.
В 799 году в Риме под руководством папы Льва III состоялся новый собор, который предал адопциан анафеме, ошибочно обвиняя их в том, что они не признают божественную природу Христа. Это, впрочем, не повлияло на судьбу Элипанда, который, находясь под защитой Кордовского эмирата, до самой смерти возглавлял архиепископскую кафедру в Толедо и открыто придерживался своих еретических взглядов. Его учение постепенно утратило своих сторонников и к концу IX века угасло.